# Córdoba (Spanien)
Córdoba [ˈkoɾðoβa] ist die Hauptstadt der Provinz Córdoba im Süden Spaniens und die drittgrößte Stadt Andalusiens. Die Stadt, deren Vorläufer bis in die römische Antike reicht, ist von ihrem historischen Erbe und vielen Bauten aus der Zeit der maurischen Herrschaft geprägt, als Córdoba zeitweilig das Zentrum von Regierung und Gelehrsamkeit auf der Iberischen Halbinsel und eine der größten Städte der Welt war. Die aus einer Moschee hervorgegangene Mezquita-Catedral – eine der größten erhaltenen Europas – ist seit 1984 UNESCO-Weltkulturerbe.

## Geografie

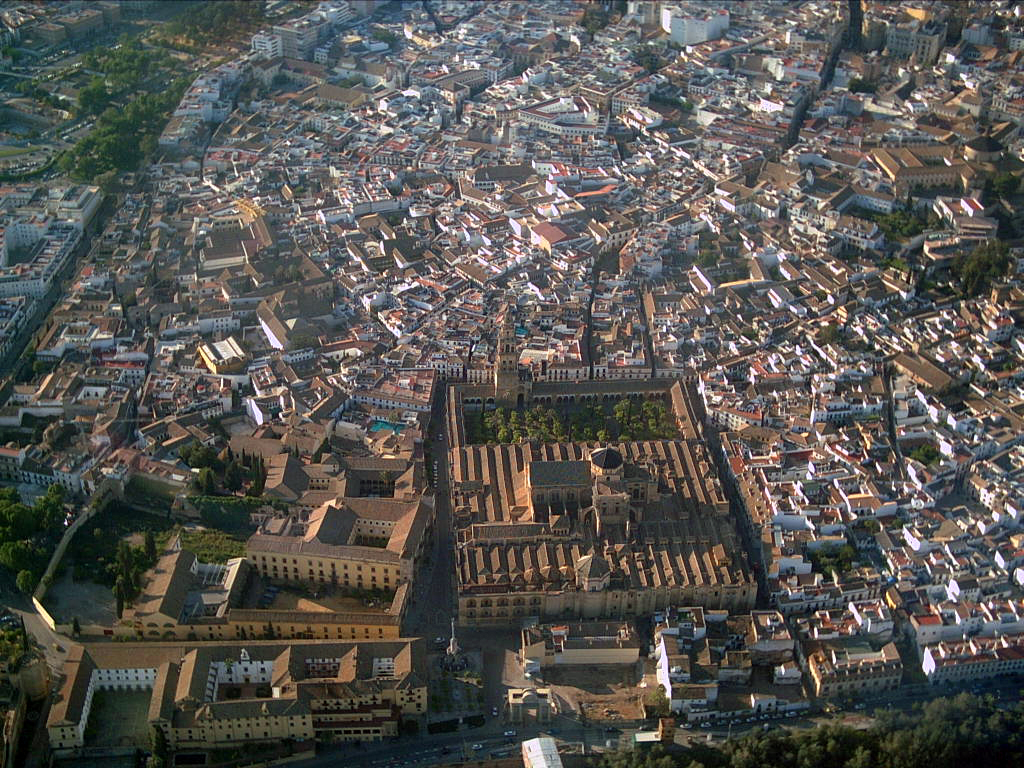
Córdoba

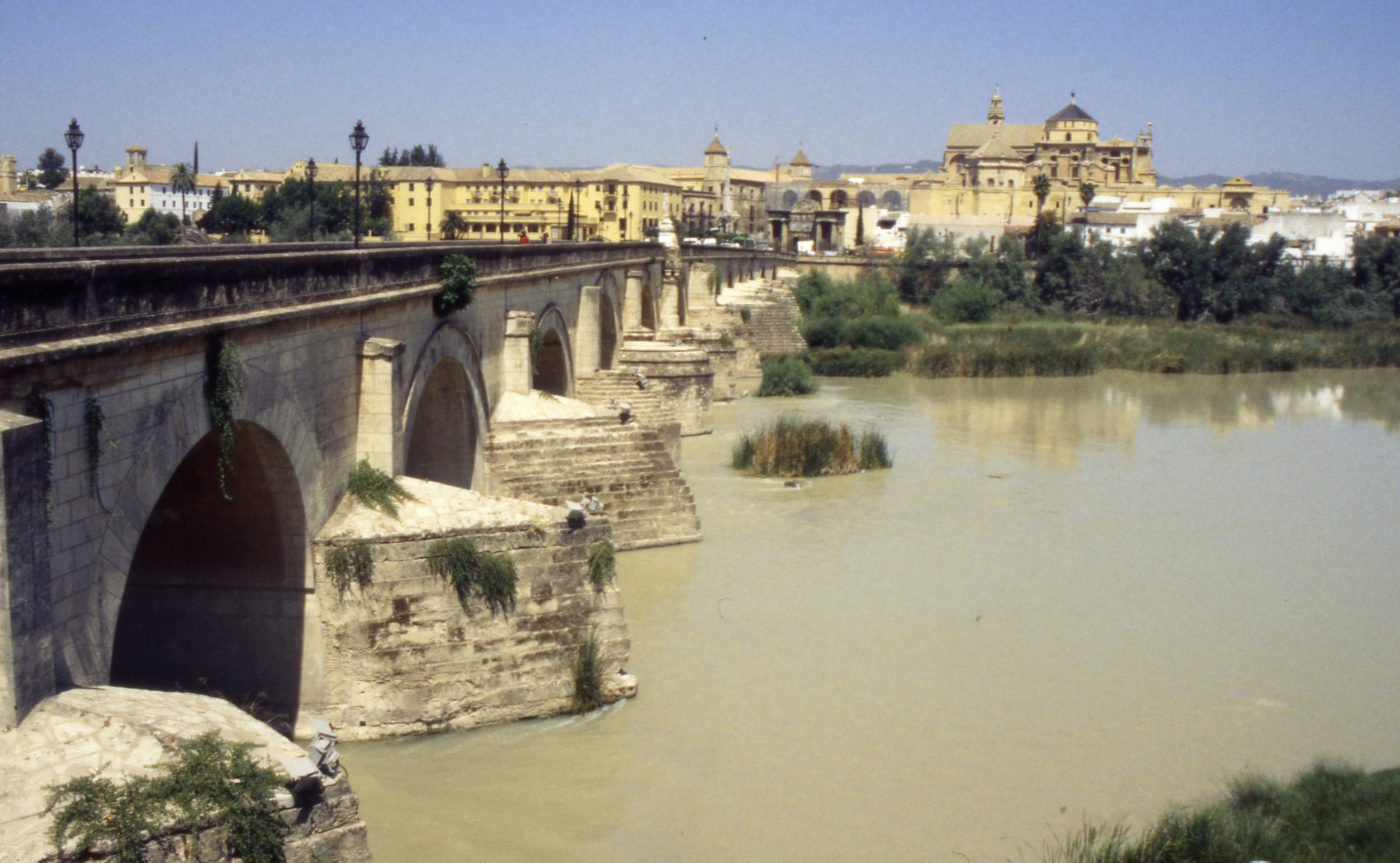
Córdoba am Río Guadalquivir

Die Stadt Córdoba ist eine Gemeinde und zugleich gleichnamige Comarca in der Provinz Córdoba. Sie liegt am Fuße der Sierra Morena in einer Ufersenke des Guadalquivir.

## Klima
Córdoba hat ein kontinentales Mittelmeerklima, das vom Atlantik beeinflusst wird. Die Winter sind mild, Frost ist selten. Die Sommer sind normalerweise sehr heiß mit hohen täglichen Temperaturschwankungen. Die durchschnittlichen Höchsttemperaturen sind die höchsten in ganz Europa. Im Sommer werden regelmäßig mehr als 40 °C erreicht. Die Durchschnittstemperaturen im Juli und August liegen bei 27 °C. Bedingt durch den atlantischen Einfluss konzentrieren sich die Niederschläge auf die kühleren Monate Dezember bis Februar. Die jährliche Niederschlagsmenge schwankt sehr stark, kann aber 500 mm übersteigen.
Die höchste Temperatur, die je vom Observatorio del Aeropuerto de Córdoba gemessen wurde, beträgt 46,6 °C (23. Juli 1995). „Im Juli 2017 wurden in Córdoba 46,9 Grad gemessen.“ Die tiefste Temperatur lag bei −8,2 °C (28. Januar 2005).
|                        | Jan  | Feb  | Mär  | Apr  | Mai  | Jun  | Jul  | Aug  | Sep  | Okt  | Nov  | Dez  |   |      |
| Mittl. Temperatur (°C) | 9,3  | 11,1 | 14,4 | 16,0 | 20,0 | 24,7 | 28,0 | 28,0 | 24,2 | 19,1 | 13,5 | 10,4 | ⌀ | 18,3 |
| Mittl. Tagesmax. (°C)  | 14,9 | 17,4 | 21,3 | 22,8 | 27,4 | 32,8 | 36,9 | 36,5 | 31,6 | 25,1 | 19,1 | 15,3 | ⌀ | 25,1 |
| Mittl. Tagesmin. (°C)  | 3,6  | 4,9  | 7,4  | 9,3  | 12,6 | 16,5 | 19,0 | 19,4 | 16,9 | 13,0 | 7,8  | 5,5  | ⌀ | 11,4 |
|                        |      |      |      |      |      |      |      |      |      |      |      |      |   |      |
| Niederschlag (mm)      | 66   | 55   | 49   | 55   | 40   | 13   | 2    | 5    | 35   | 86   | 80   | 111  | Σ | 597  |
|                        |      |      |      |      |      |      |      |      |      |      |      |      |   |      |
| Sonnenstunden (h/d)    | 5,6  | 6,6  | 7,0  | 7,8  | 9,3  | 10,8 | 11,7 | 10,8 | 8,3  | 6,6  | 6,0  | 4,8  | ⌀ | 7,9  |
|                        |      |      |      |      |      |      |      |      |      |      |      |      |   |      |
| Regentage (d)          | 10,8 | 10,5 | 9,3  | 10,7 | 7,1  | 4,7  | 1,5  | 1,4  | 4,5  | 9,0  | 9,3  | 10,0 | Σ | 88,8 |
|                        |      |      |      |      |      |      |      |      |      |      |      |      |   |      |
| Luftfeuchtigkeit (%)   | 76   | 71   | 64   | 60   | 55   | 48   | 41   | 43   | 52   | 66   | 73   | 79   | ⌀ | 60,6 |

| 3,6 |

| 4,9 |

| 7,4 |

| 9,3 |

| 12,6 |

| 16,5 |

| 19,0 |

| 19,4 |

| 16,9 |

| 13,0 |

| 7,8 |

| 5,5 |

| 3,6 |

| 4,9 |

| 7,4 |

| 9,3 |

| 12,6 |

| 16,5 |

| 19,0 |

| 19,4 |

| 16,9 |

| 13,0 |

| 7,8 |

| 5,5 |

## Geschichte

### Altertum
Córdoba geht auf eine alte iberische Siedlung namens Karta Tuba (= „Große Stadt“) zurück. Unter der Herrschaft der Karthager zu Ende des 3. Jahrhunderts v. Chr. hatte der Ort große wirtschaftliche Bedeutung. Er wurde 169 v. Chr. von den Römern besetzt. Die antiken Historiker Polybios und Strabon berichten, dass der Feldherr und Politiker Marcus Claudius Marcellus hier 152 v. Chr. eine römische Stadt namens Corduba gründete, als er gerade Friedensgespräche mit den Keltiberern führte. Sie gehörte zunächst zur römischen Provinz Hispania Ulterior. Im Krieg gegen Viriathus schlug Quintus Fabius Maximus Servilianus 142 v. Chr. hier sein Winterquartier auf. Zeitweilig diente Corduba als Hauptstadt von Hispania Ulterior. In den beiden hispanischen Feldzügen, die Gaius Iulius Caesar während seines Kriegs gegen Pompeius und dessen Söhne in den Jahren von 49–45 v. Chr. führte, wird Corduba in den antiken Quellen oft erwähnt. 
Caesar hielt hier 49 v. Chr. eine Versammlung von Vertretern aller Städte der Provinz ab, die zur Unterwerfung des Legaten des Pompeius, Marcus Terentius Varro, und seiner beiden Legionen führte. Aber die Erpressungen und Gewaltmaßnahmen des von Caesar in Hispania Ulterior eingesetzten Proconsuls Quintus Cassius Longinus, die Meuterei beider früheren Legionen des Varro und des eigenen Quästors des Longinus, Marcus Claudius Marcellus, führten zum Abfall der Stadt von Caesar und hätten einen heftigen Kampf vor und innerhalb ihrer Mauern hervorgerufen, wenn nicht durch das Dazwischentreten des Proconsuls von Hispania Citerior, Marcus Aemilius Lepidus, eine Verständigung erzielt worden wäre. Im Krieg gegen die Söhne des Pompeius war Corduba ebenfalls Ausgangspunkt von Caesars Feldzug im Herbst 46 v. Chr., doch konnte er die Stadt, in der Sextus Pompeius Quartier bezogen hatte, nicht erobern. Auf die Kunde vom Ausgang der Schlacht von Munda verließ Sextus Pompeius die Stadt, die Caesar nach dem Freitod ihres Verteidigers Annius Scapula mit großer Mühe einnahm.
Nach der Neuordnung der Iberischen Halbinsel war Corduba die Hauptstadt der von Kaiser Augustus gegründeten Provinz Hispania baetica. Zahlreiche Inschriften und Münzen belegen, dass die Stadt seit der Ära des Augustus den Namen Colonia Patricia führte. Die Verleihung des Status einer Kolonie hatte noch während der Zeit der Römischen Republik kurz vor 45 v. Chr., möglicherweise auf Anordnung eines der Söhne des Pompeius, stattgefunden. Augustus siedelte hier Veteranen der Legio V Alaudae und Legio X Gemina aus dem Kantabrischen Krieg an. In dem Bezirk von Corduba lagen reiche Kupferbergwerke. Berühmt war auch seine Schafzucht. Im 3. oder 4. Jahrhundert wurde Corduba Bischofssitz. Einer der ersten Bischöfe soll Ossius (Hosius) gewesen sein, der als Berater Konstantins des Großen u. a. maßgeblich das Konzil von Nicäa beeinflusste.

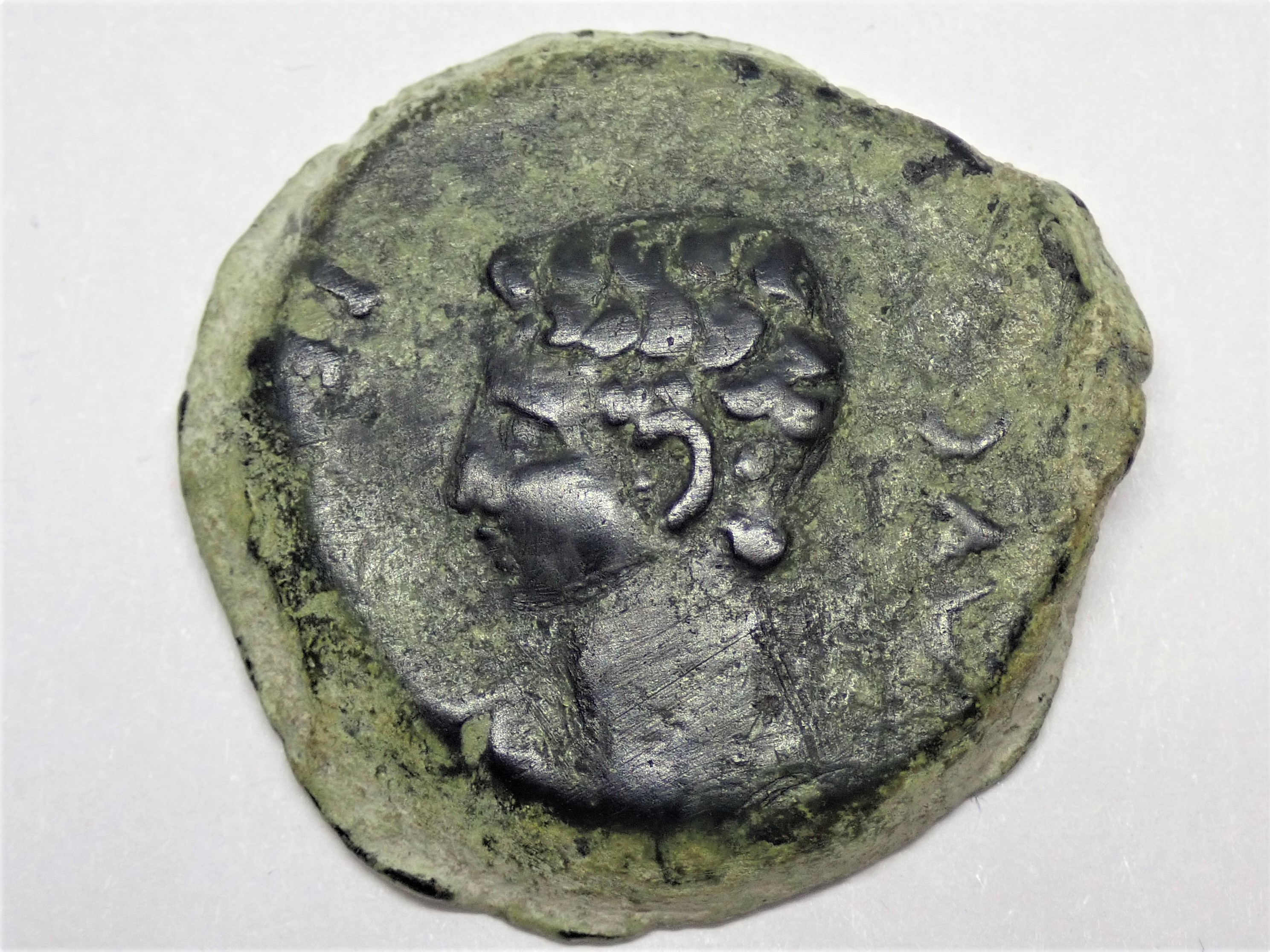
Bronzemünze aus Corduba, Porträt des Augustus, GIC 16

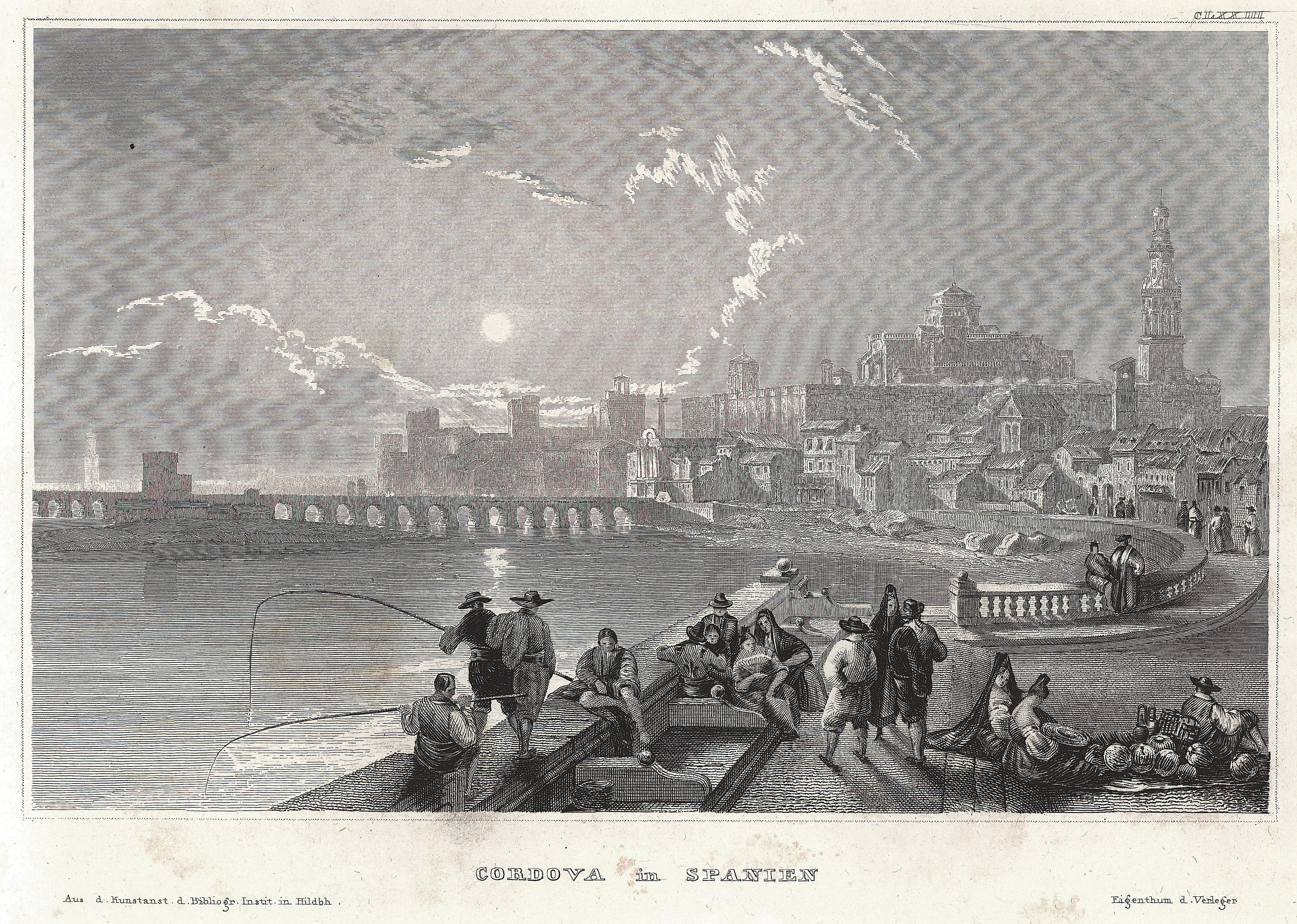
Blick auf Córdoba, ca. 1837

Nach der Zerstörung durch die Vandalen blieb Córdoba Teil des Westgotenreiches und war ständige Münzstätte. Von 554 bis 571 gehörte es zur oströmischen Provinz Spania. Es behauptete sich in dieser Zeit erfolgreich gegen die Westgotenkönige Agila und Athanagild. Nach der Rückeroberung durch den Westgotenkönig Leovigild 572 ging es zum aufständischen Hermenegild über, doch konnte es Leovigild 584 wieder in seinen Besitz bringen. Danach verlor es an Bedeutung und verfiel zusehends.

### Mittelalter und Neuzeit
Die Stadt wurde 711 von den Mauren eingenommen und größtenteils zerstört, war ab 716 zeitweise Sitz der Statthalter von al-Andalus und ab 756 die Hauptstadt des umayyadischen Emirats von Córdoba. Im 9. Jahrhundert wirkten hier der Universalgelehrte ʿAbd al-Malik ibn Habīb sowie der Traditionarier Baqī ibn Machlad, der wesentlich die Hadith-Gelehrsamkeit in al-Andalus einführte. In den 850er Jahren wurden die Märtyrer von Córdoba hingerichtet.
Im 10. Jahrhundert wurde das Kalifat von Córdoba errichtet. In dieser Zeit lebten ungefähr 110.000 Menschen in Córdoba (arabisch قرطبة, DMG Qurṭuba), das damals eine der größten Städte der Welt war. Die Straßen waren gepflastert, nachts beleuchtet, es gab sogar fließendes Wasser und 1600 Hamams. Christen, Juden und Muslime lebten meistens friedlich zusammen. Allerdings geschah 1066 in der Nähe das antisemitische Massaker von Granada. Nach Aussage des andalusischen Gelehrten asch-Schaqundī (gest. 1231/32) waren die Bewohner von Córdoba die eifrigsten Anhänger der malikitischen Rechtsschule, so dass sie keinen Herrscher einsetzten, wenn er nicht gelobte, sich bei seinen Entscheidungen nach diesem Madhhab zu richten.
Nach dem Untergang des Kalifats errang in der Zeit der Taifa-Königreiche zunächst 1031 die maurische Dynastie der Dschahwariden die Herrschaft, die 1069 von den Abbadiden aus Sevilla abgelöst wurde. Nach deren Sturz 1091 gehörte die Stadt zum Herrschaftsbereich der Berberdynastie der Almoraviden. 1148 wurde die Stadt von den Almohaden erobert. Tausende Juden flohen vor Almoraviden und Almohaden erst nach Córdoba und weiter in den Norden.
Im Rahmen der Reconquista eroberten 1236 christliche Truppen des kastilischen Königs Ferdinand III. die Stadt (Fall von Córdoba). Im folgenden Grenzkrieg war sie ein christlicher Militärstützpunkt gegen das muslimische Emirat von Granada. Die im Jahr 1350 erbaute jüdische Synagoge ist eins der ältesten Bauwerke ganz Andalusiens. Sie blieb das Herzstück des alten jüdischen Viertels der Stadt, der Judería, bis zur Vertreibung der Juden 1492. Der Übergang der Stadt unter christliche Kontrolle beschleunigte ihren wirtschaftlichen und ökonomischen Niedergang.
1589 wurde die Stadt von einem heftigen Erdbeben heimgesucht.

### 19. und 20. Jahrhundert
Während des spanischen Unabhängigkeitskrieges wurde die Stadt am 8. Juni 1808 von französischen Truppen unter General Pierre Dupont de l’Étang eingenommen, ausgeplündert und zum großen Teil zerstört.
Im Spanischen Bürgerkrieg gehörte Córdoba 1936 zu den ersten Städten, die die Truppen des Generals Francisco Franco besetzten.
Córdoba ist die einzige Großstadt Spaniens, in der die Izquierda Unida (IU) bzw. die Kommunistische Partei Spaniens (PCE) seit der Transición, dem Übergang zur Demokratie, lange Zeit die Stadtregierung anführte. Langjähriger Oberbürgermeister war Julio Anguita, der im Februar 1988 die Leitung der Izquierda Unida übernahm.
Bei den Kommunalwahlen am 22. Mai 2011 wurde der Kandidat des Partido Popular (PP), José Antonio Nieto, mit 48 % der gültigen Stimmen zum neuen Oberbürgermeister gewählt. Der PP bekam 16 der 29 Stadtratsmandate. Somit konnte er in Córdoba ohne Koalition mit anderen Parteien regieren. 2015 folgte ihm Isabel Ambrosio von der PSOE. Seit 2019 bekleidet José María Bellido dieses Amt; bei den Wahlen 2023 erreichte die PP 46 % der gültigen Stimmen, was zu 16 der 30 Stadtratsmandate und damit zur alleinigen Mehrheit im Stadtrat reichte.

## Städtepartnerschaften
Córdoba unterhält folgende Städtepartnerschaften:
| Stadt                  | Land                   | seit | Typ                   |
| ---------------------- | ---------------------- | ---- | --------------------- |
| Adana                  | Türkei                 |      |                       |
| Amadora                | Portugal               |      | Freundschaftsabkommen |
| Bethlehem              | Palästina              | 1988 | Freundschaftsabkommen |
| Bourg-en-Bresse        | Frankreich             | 1992 | Freundschaftsabkommen |
| Buxoro                 | Usbekistan             | 1983 | Partnerstadt          |
| Córdoba                | Argentinien            | 1969 | Partnerstadt          |
| Córdoba                | Mexiko                 | 1980 | Partnerstadt          |
| Damaskus               | Syrien                 | 2002 | Partnerstadt          |
| Fès                    | Marokko                | 1990 | Partnerstadt          |
| Kairouan               | Tunesien               | 1968 | Partnerstadt          |
| La Habana Vieja        | Kuba                   | 2000 | Partnerstadt          |
| La Louvière            | Belgien                |      | Freundschaftsabkommen |
| Lahore                 | Pakistan               | 1968 | Partnerstadt          |
| Manchester             | Vereinigtes Königreich |      | Freundschaftsabkommen |
| Nîmes                  | Frankreich             | 2013 | Partnerstadt          |
| Nürnberg               | Deutschland            | 2010 | Partnerstadt          |
| Santiago de Compostela | Spanien                | 2004 | Partnerstadt          |
| Smara                  | Westsahara             | 1987 | Partnerstadt          |

Die Städtepartnerschaft mit der Stadt Nürnberg (Deutschland) wurde am 6. Mai 2010 unterzeichnet. Die Bürgermeister beider Städte hatten hierzu am 3. Oktober 2009 in Nürnberg eine Absichtserklärung unterzeichnet. Die Partnerschaft geht auf die Freundschafts- und Städtepartnerschaftsinitiative Nürnberg-Córdoba, eine Initiative des seit 1961 bestehenden Centro Español Nürnberg e. V., zurück.

## Verkehr
Córdoba ist gut angebunden. Es liegt an einer der spanischen Hochgeschwindigkeitsrouten (Madrid – Sevilla mit Hochgeschwindigkeitsverbindung auch nach Zaragoza und Barcelona) des staatlichen spanischen Schienennetzbetreibers Adif. Per Auto erreicht man in kurzer Zeit die nächsten Großstädte Sevilla und Granada. Córdoba liegt an der spanischen A 4 (Autovía del Sur) Madrid – Córdoba – Sevilla – Jerez de la Frontera, von der in Córdoba die A 41 nach Ciudad Real abzweigt. Córdoba besitzt nur einen kleinen Flughafen, dessen Ausbau geplant ist. Bislang sind Reisende weitgehend auf die umliegenden Flughäfen Málaga, Sevilla oder Madrid angewiesen.
Besonderes Augenmerk wurde in den letzten Jahren auf die Förderung des Radverkehrs gelegt. Ab 2003 wurde innerhalb weniger Jahre ein Netz von Radwegen und Fahrradrouten durch die Stadt gebaut sowie ein Leihrad-System etabliert. Der Anteil des Radverkehrs am Modal Split wurde dadurch innerhalb kürzester Zeit von 0,2 % auf 6,6 % erhöht, und soll bis 2015 weiter auf 15 % gesteigert werden.

## Kultur und Sehenswürdigkeiten
Die Stadt gilt als eine der touristischen Sehenswürdigkeiten Spaniens. Seit 1984 gehört die Mezquita-Catedral, seit 1994 die gesamte Altstadt zum UNESCO-Weltkulturerbe.

### Bauwerke

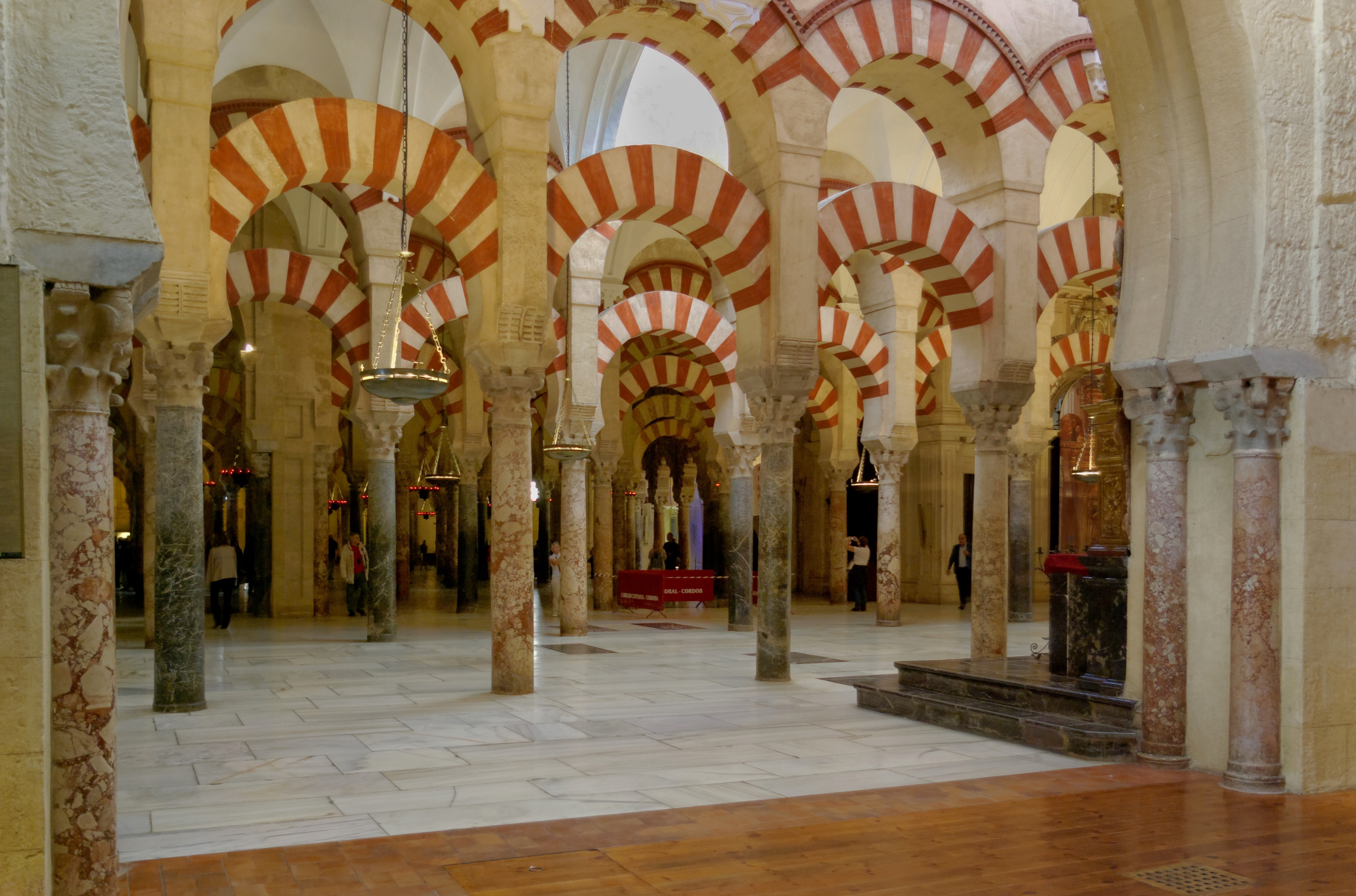
Im Inneren der Mezquita

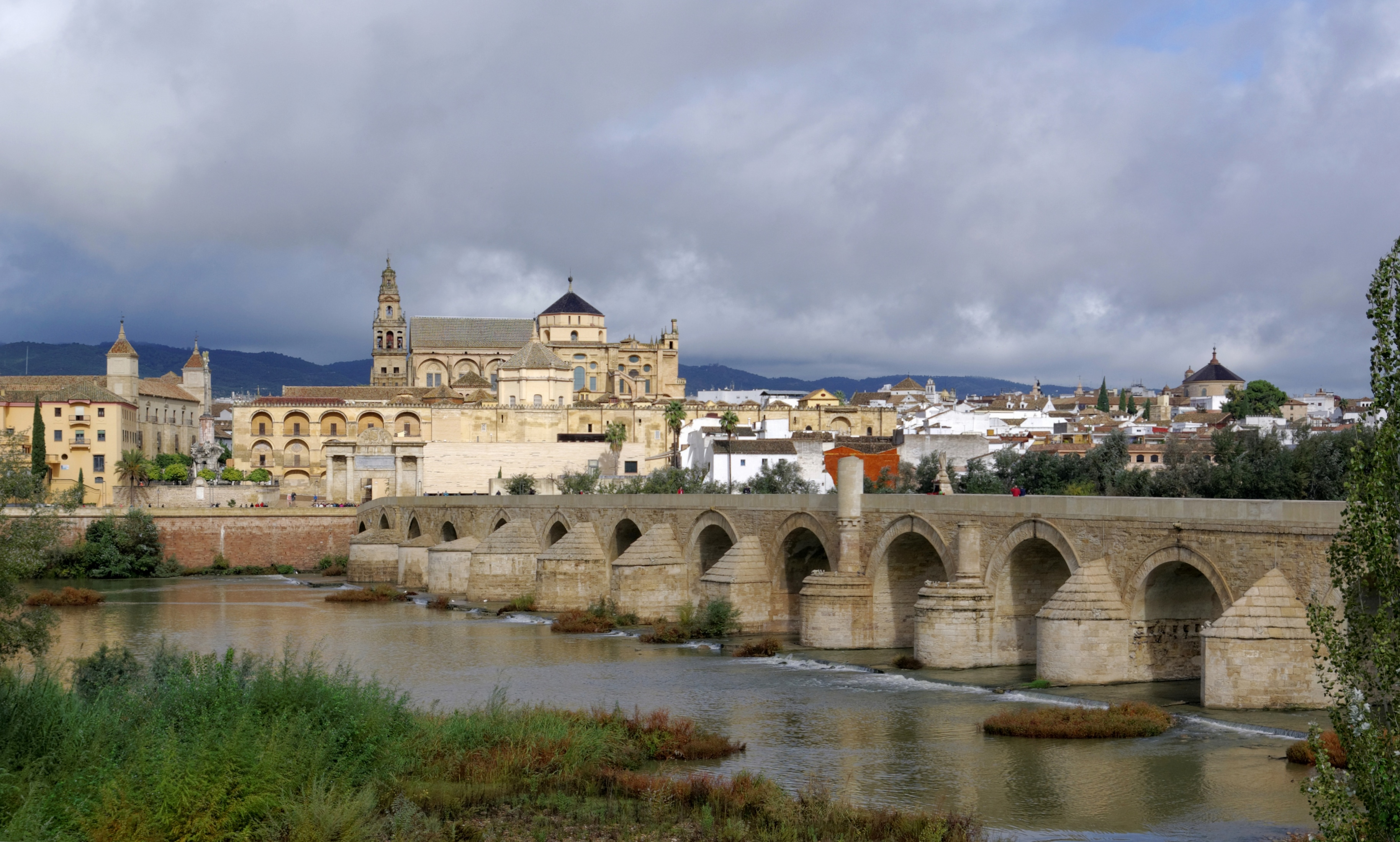
Römische Brücke

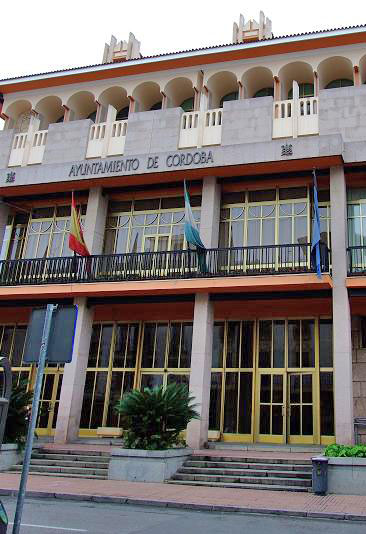
Rathaus von Córdoba

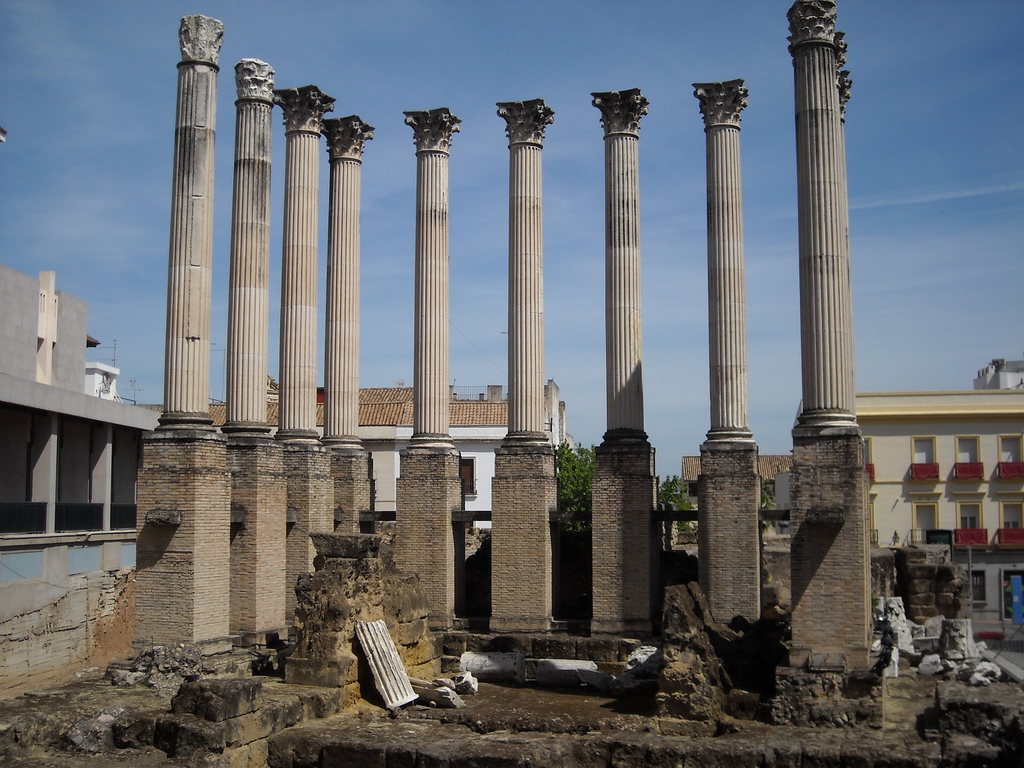
Templo romano

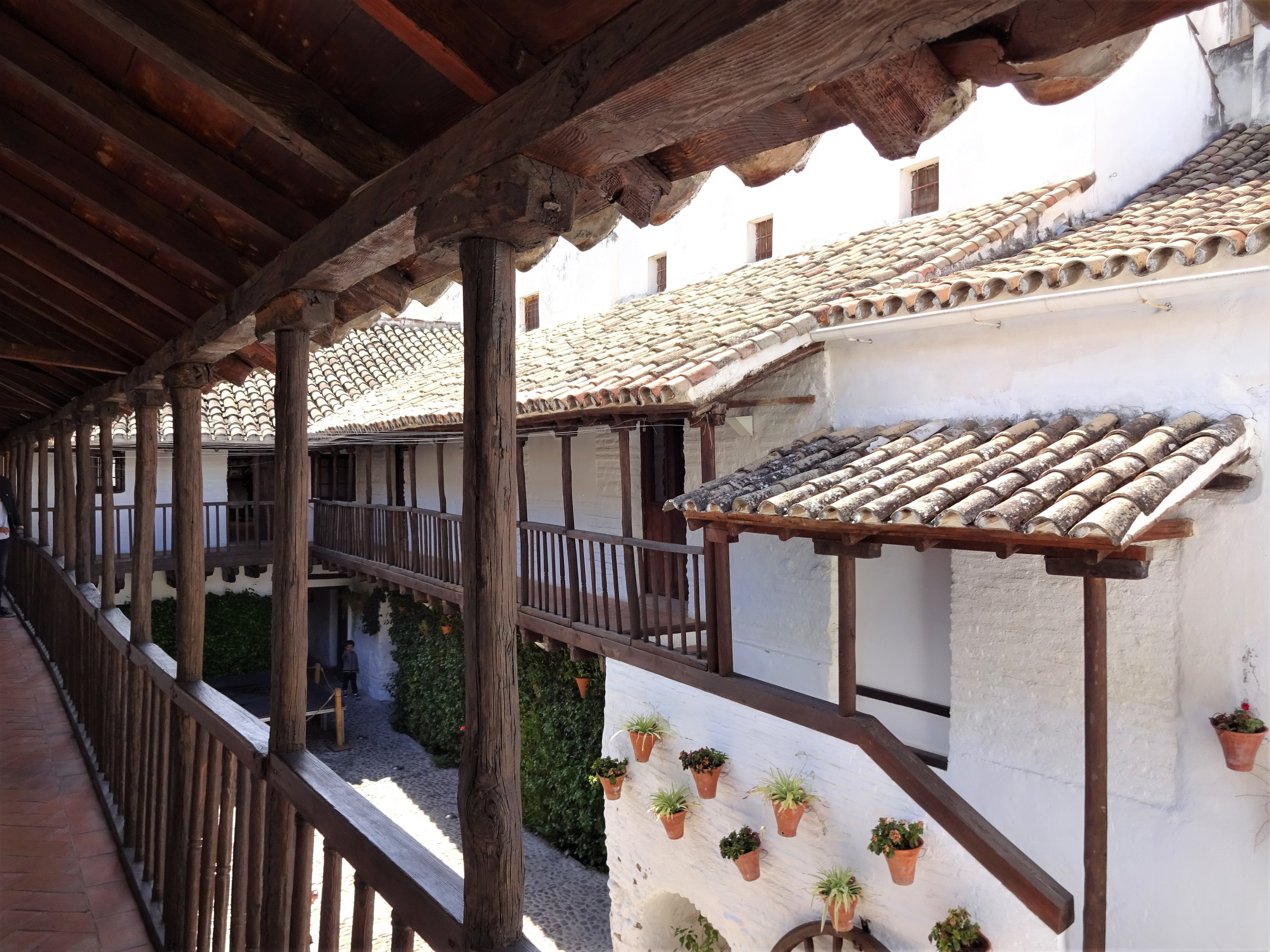
Innenhof des Posada del Potro

- Die Mezquita-Catedral ist das bedeutendste Bauwerk der Stadt, das ab 784 als Moschee errichtet und mehrfach erweitert wurde. Mit seiner Ausdehnung von 23.000 m² wäre es heute die drittgrößte Moschee der Welt. Etwa 860 Marmorsäulen in parallelen Reihen tragen jeweils zwei übereinanderliegende Bögen und bewirken so ein besonderes Spiel von Licht und Schatten. Die wohl bedeutendste Gebetsnische maurischer Herkunft ist die ca. 960 von al-Hakam II. erbaute Mihrab, ein gewölbter Schrein mit byzantinischen Mosaiken. 1236, im Jahr der Rückeroberung durch die Christen, wurde die Moschee zur christlichen Kathedrale geweiht. In der Mitte der Moschee wurde ab 1523 über 234 Jahre hinweg ein gewaltiges Kirchenschiff im Stil der Renaissance erbaut.
- Die Puente Romano („Römische Brücke“) führt über den Guadalquivir zur Mezquita und hat 16 Bögen. Sie wurde nach der Schlacht von Munda (45 v. Chr.) von den Römern errichtet und war einst Bestandteil der Via Augusta. Die Brücke wurde im 10. Jahrhundert von den residierenden maurischen Kalifen vollständig erneuert und nach der Reconquista mehrfach renoviert. Ein Denkmal des Erzengels Raphael aus dem 17. Jahrhundert befindet sich im Mittelteil der Brücke. Sie dient der Fernsehserie Game of Thrones als Drehort für die Lange Brücke von Volantis.
- Die Torre de la Calahorra wurde im Mittelalter als Wachturm am der Altstadt abgewandten Ende der Römischen Brücke erbaut. Heute ist ein Museum der Stiftung Roger Garaudy, das sich mit dem Zusammenleben der verschiedenen Religionen in der Kalifatszeit befasst, darin untergebracht.
- Der Alcázar de los Reyes Cristianos ist eine im 14. Jahrhundert auf dem Grundriss eines älteren arabischen Schlosses erbaute Schlossanlage mit einer weitläufigen und in Ebenen unterteilten Gartenanlage. In den Räumen des Palastes befinden sich zwei Mosaiken aus dem 2. Jahrhundert und einige römische Sarkophage aus dem 3. Jahrhundert.
- Der Palacio de Viana ist einer der historisch bedeutendsten Paläste in Córdoba mit der durch Terrassen und Galerien durchzogenen Bauweise des 16. Jahrhunderts, die immer wieder umgebaut wurde. Im dortigen Museum befinden sich neben einer bedeutenden Bibliothek verschiedene Säle mit flämischen Wandteppichen, Musketen, Silber und historischen Möbeln.[29]
- Die Palastruine Medina Azahara befindet sich ca. 8 km westlich der Stadt. Auf dem umfangreichen Ruinengelände wurde am 9. Oktober 2009 durch die spanische Königin ein Museum eingeweiht.
- Die Judería ist die Altstadt, in der früher Juden und Araber lebten. In ihren engen Gassen finden sich Gastronomie und die einzige von ehemals 300 Synagogen Córdobas, die nach der Vertreibung der Juden nicht zerstört wurde. Die im 14. Jahrhundert erbaute Sinagoga de Córdoba ist eine der wenigen aus dieser Zeit erhaltenen Spaniens. Sie ist über einen Innenhof erreichbar, über dem Eingangsportal sind reichen Stuckverzierungen im Mudéjarstil angebracht.
- Die Baños Califales („Bäder des Kalifen“) wurden im 10. Jahrhundert erbaut und sind heute unweit des Alcázar de los Reyes Cristianos als Ausstellung zur Funktionsweise der alten arabischen Bäder zugänglich.
- Auf der Plaza de la Corredera sind sämtliche Gebäude im kastilischen Stil des 17. Jahrhunderts (Architekt Antonio Ramos) gehalten. Der Platz war ursprünglich Austragungsort von Stierkämpfen und Pferderennen.
- Der Plaza del Potro („Platz des Fohlens“) wurde nach einem Brunnen, der 1577 gebaut wurde und ein Fohlen zeigt, benannt. Am Platz liegt das Gebäude der „Posada del Potro“ aus dem 15. Jahrhundert. Miguel de Cervantes verweilte öfters in diesem Gasthaus und erwähnte es auch in seinem Roman Don Quijote. Es ist als typisches Bauwerk jener Zeit im Originalzustand erhalten geblieben: die Räume sind um einen blumendekorierten Innenhof angeordnet.
- Die Plaza de los Capuchinos ist ein ruhiger Platz weitab des Touristenstromes mit einer von den Einwohnern verehrten Jesus-Statue („Cristo de los Faroles“).
- Im Stadtzentrum neben dem Rathaus befinden sich die Ruinen eines römischen Tempels (Templo Romano) mit mächtigen Säulen aus der Zeit der Flavier im 1. Jahrhundert.
- Die Plaza de las Tendillas („Platz der kleinen Läden“) liegt zwischen der historischen Altstadt und dem modernen Stadtzentrum und enthält Springbrunnen und Wasserspiele sowie in seiner Mitte das Reiterstandbild des Gran Capitan.
- Die Puerta de Almodóvar („Tor des Almodovar“) ist arabischen Ursprungs, hieß ursprünglich Walnuss-Tor (Bab al-Chawz) und ist einer der Eingänge in der Westmauer der Altstadt. Ihr jetziges Aussehen aus dem 14. Jahrhundert ist durch zwei prismatische Türme mit einem massiven Torbogen dazwischen geprägt. Das steinerne Mauerwerk wurde mit Ziegeln ergänzt. Über dem Tor befindet sich ein Sichtgitter. Sowohl die Brüstung über dem Tor als auch die gesamte Stadtmauer ist mit Zinnen bewehrt. Vor dem Tor wurde in den frühen 1950er Jahren ein Garten angelegt und eine Statue des aus Córdoba stammenden Philosophen Seneca aufgestellt.
- Der Palacio de la Merced, ein ehemaliges Mercedarierkloster, ist heute Sitz der Provinzialverwaltung.
- Die Kirche San Hipólito wurde im 14. Jh. vom kastilischen König Alfons XI. gestiftet.

### Museen
- Casa de Sefarad
- Museo de Julio Romero de Torres
- Archäologisches Museum Córdoba (Museo Arqueologico de Córdoba)
- Museo Taurino Municipal de Córdoba, Stierkampfmuseum

## Söhne und Töchter der Stadt
- Seneca der Ältere (≈54 v. Chr. – ≈39 n. Chr.), Rhetoriker und Schriftsteller, Vater von Lucius Iunius Gallio Annaeanus und Seneca dem Jüngeren
- Seneca der Jüngere (≈1–65), lateinischer Stoiker und Philosoph
- Lucan (39–65), lateinischer Dichter
- Ossius von Córdoba (≈257–357/58), Bischof von Córdoba und Kirchenvater
- Abbas ibn Firnas (≈810–887/88), Dichter und Gelehrter
- Abd ar-Rahman III. (889–961), erster Kalif von Córdoba
- Yūsuf bin Hārun al Ramādī (* 926), Dichter
- Ibn Ğulğul (ca. 944–nach 994), Arzt und Pharmakologe
- Ibn Hazm (994–1064), arabischer Universalgelehrter
- Wallada bint al-Mustakfi (≈1010–1091), Dichterin und Prinzessin
- Averroes (d. i. Ibn Ruschd) (1126–1198), maurischer Philosoph, Arzt und Mystiker
- Maimonides (1138–1204), jüdischer Religionsphilosoph, Arzt und Rechtsgelehrter
- Maria von Aragón (1482–1517) Titularkönigin von Portugal
- Luis de Góngora y Argote (1561–1627), Lyriker und Dramatiker
- Antonio del Castillo y Saavedra (1616–1668), Maler und Bildhauer
- Julio Romero de Torres (1874–1930), Maler
- Carlos Villarias (1892–1976), Filmschauspieler
- Manolete, eigentlich Manuel Rodríguez Sánchez (1917–1947), Stierkämpfer
- Rafael de La-Hoz Castanys (* 1955), Architekt
- Primitiva Bueno Ramírez (* 1957), Prähistorikerin und Professorin
- Gabi Delgado-López (1958–2020), deutscher Sänger, Komponist, Textdichter und Musikproduzent
- Miriam Pharo (* 1966), Autorin
- Vicente Amigo (* 1967), Gitarrist
- Fernando Tejero (* 1967), Schauspieler
- Joaquín Cortés (* 1969), Flamencotänzer
- Rafael Lozano (* 1970), Boxer
- César Montes Agüera (* 1975), Handballspieler und -trainer
- Mariola Membrives (* 1978), Sängerin und Schauspielerin
- Inma Galiot (* ≈1980), Jazzmusikerin und Filmkomponistin
- Francisco Javier González Muñoz (* 1989), Fußballspieler
- Rocío Gálvez (* 1997), Fußballspielerin
- Juande (* 1999), Fußballspieler
- Miguel Baeza (* 2000), Fußballspieler
- Rafael Lozano (* 2004), Boxer

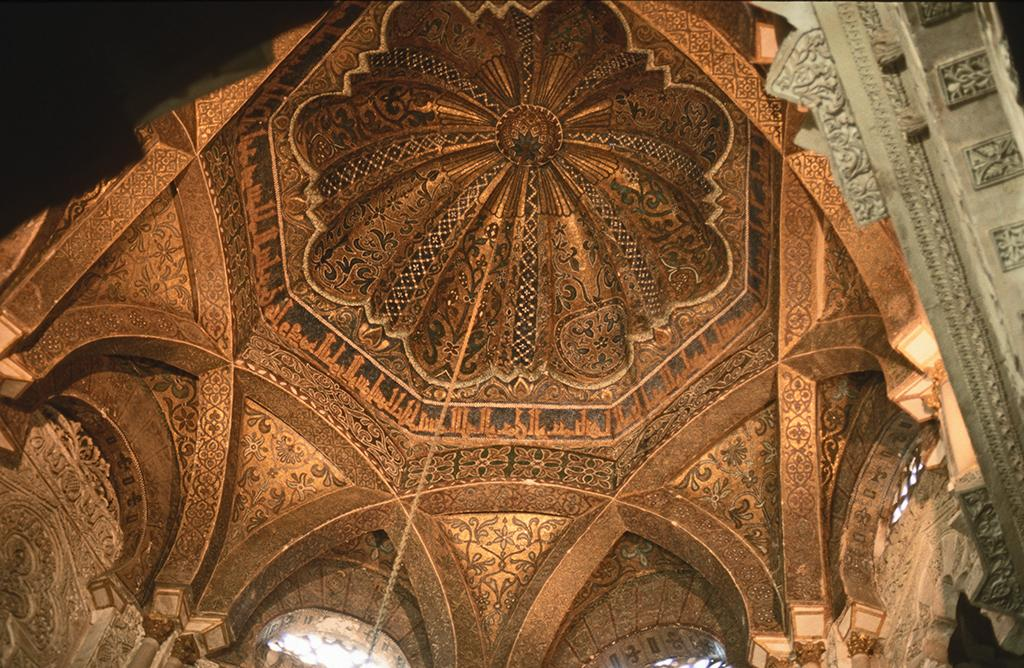
Mezquita-Catedral, maurische Kuppel
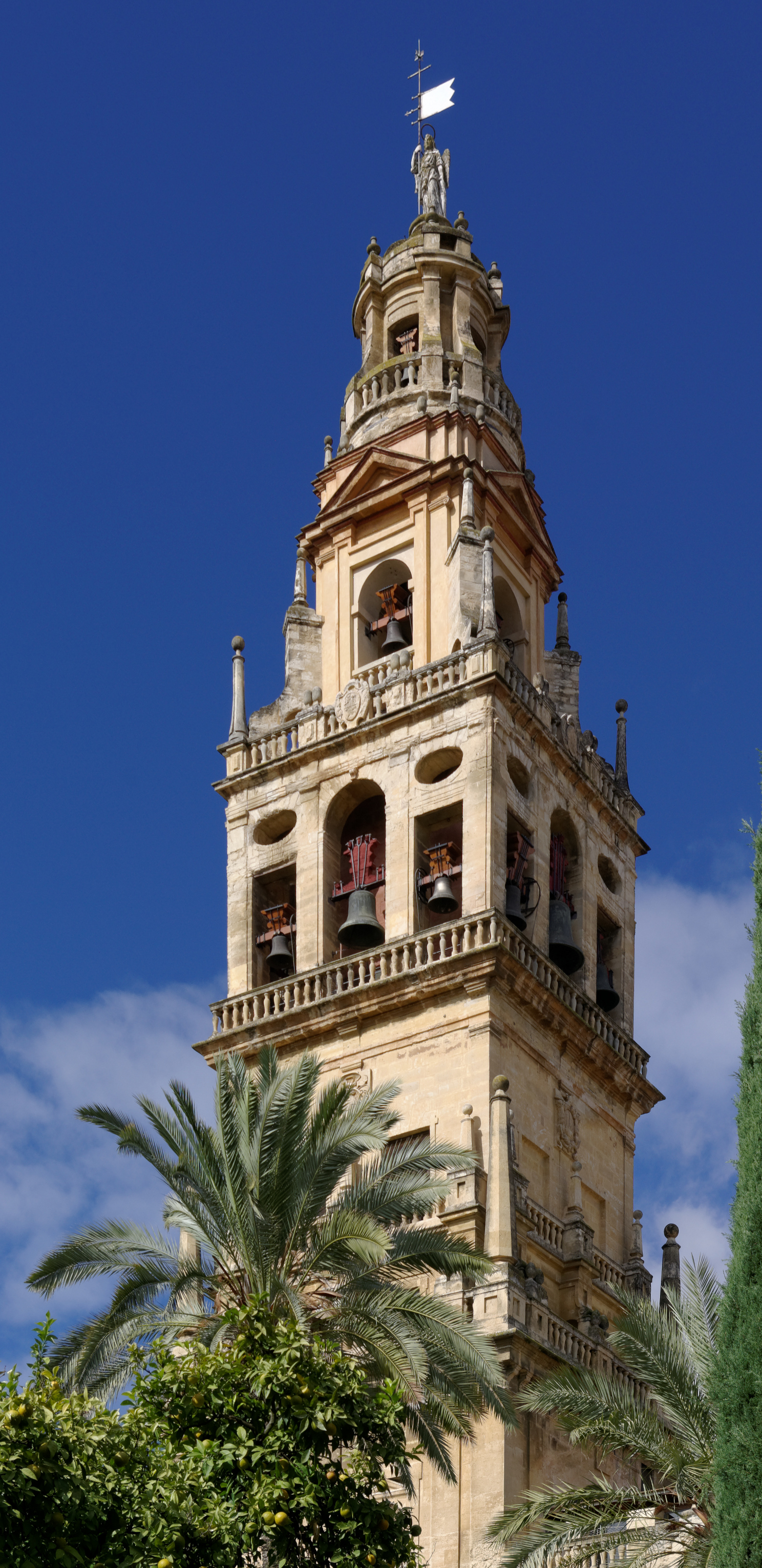
Mezquita-Catedral, barocke Obergeschosse des Turms
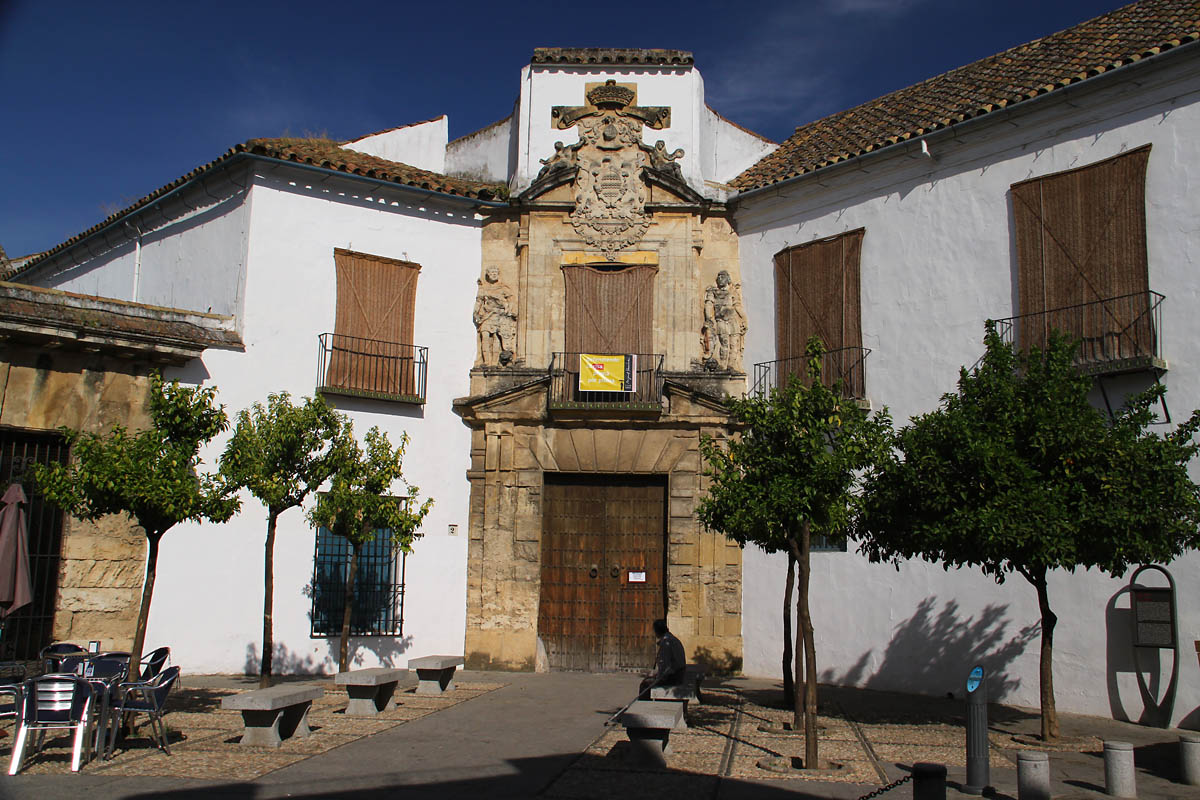
Palacio de Viana
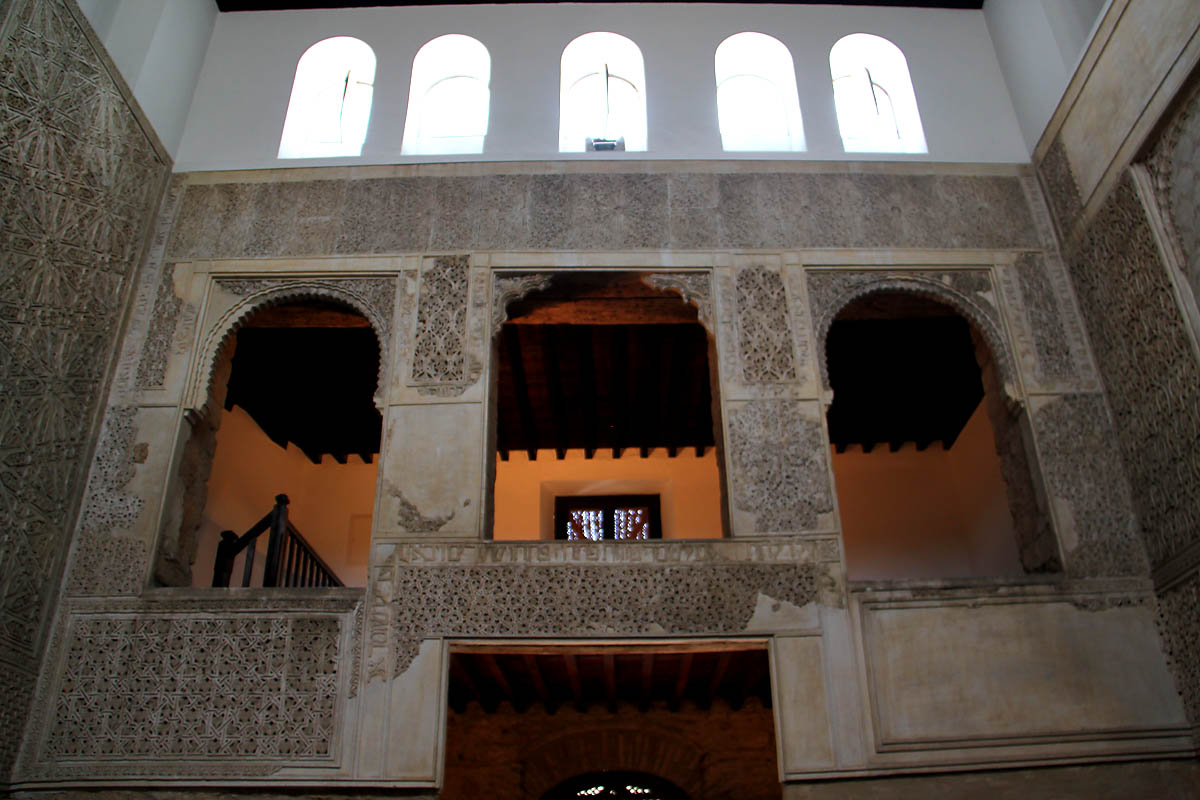
Sinagoga de Córdoba
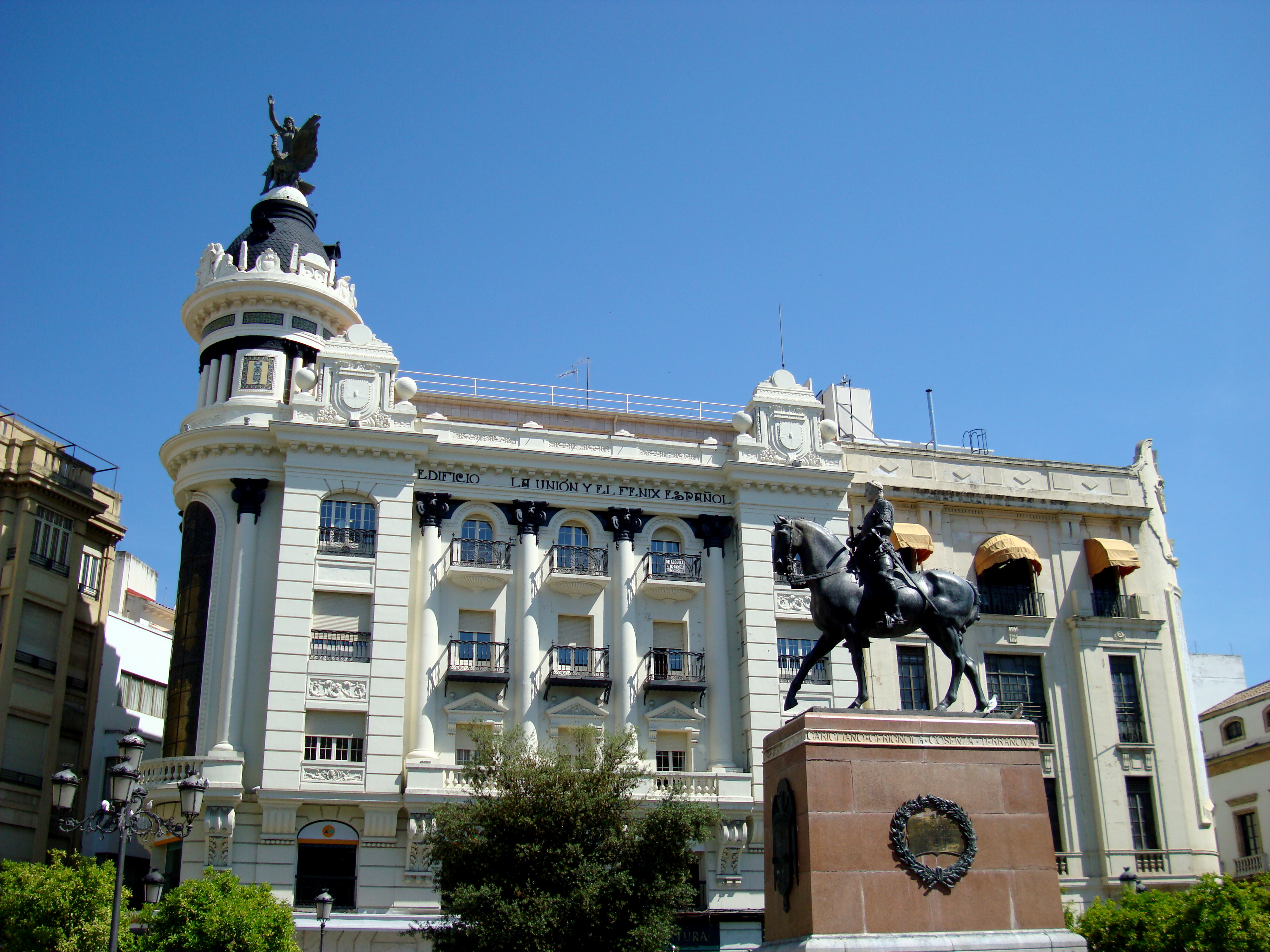
Plaza de las Tendillas
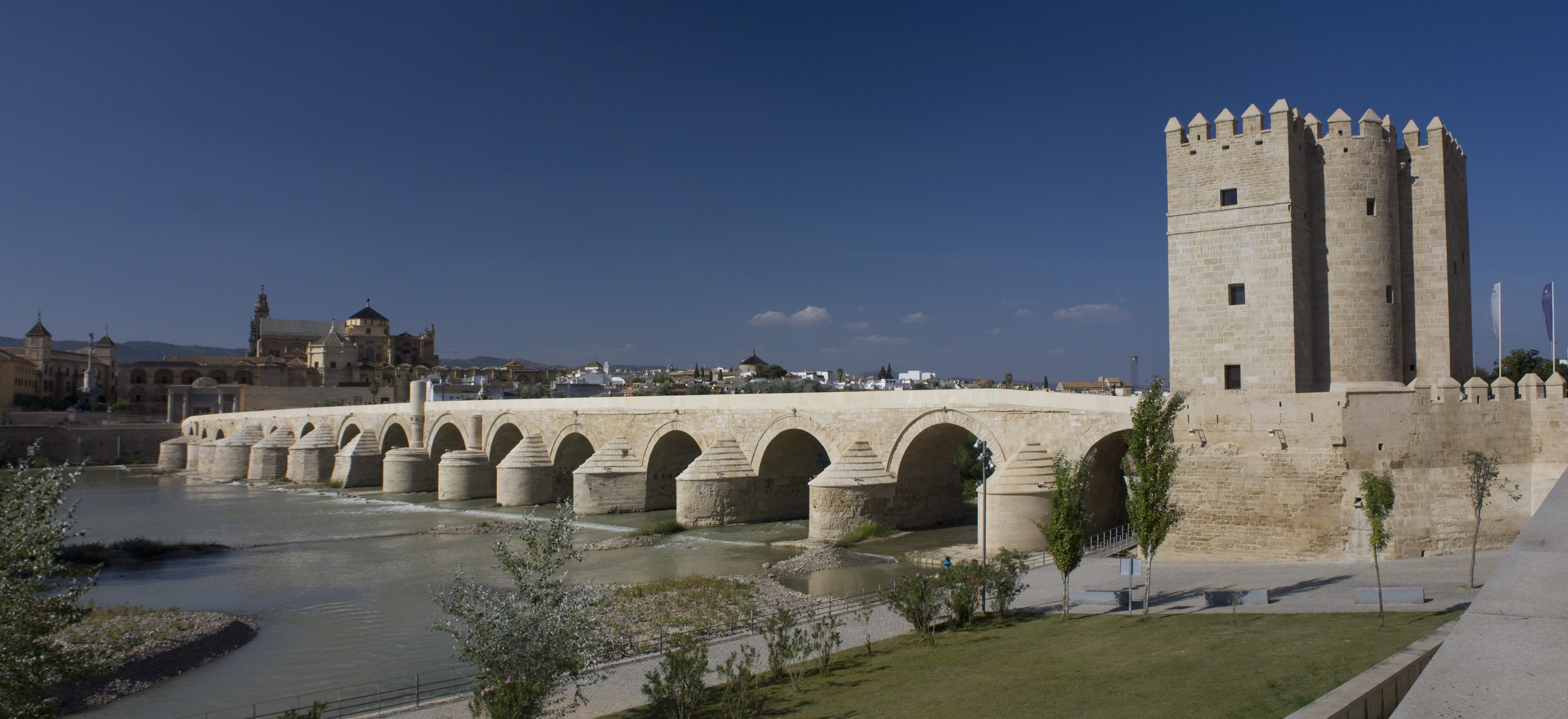
Römische Brücke mit Mezquita-Catedral und Torre de la Calahorra
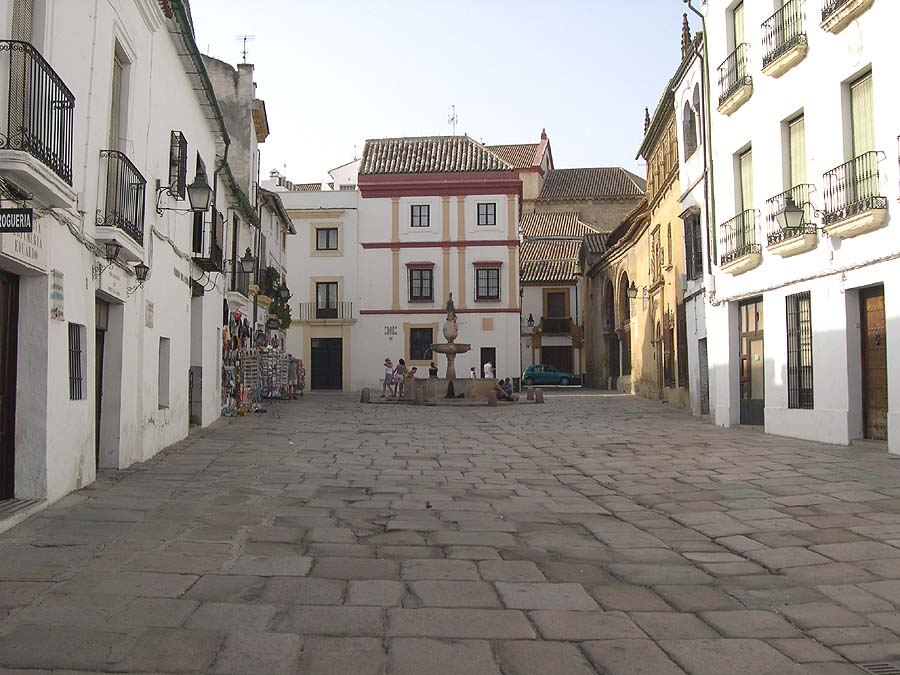
Plaza del Potro
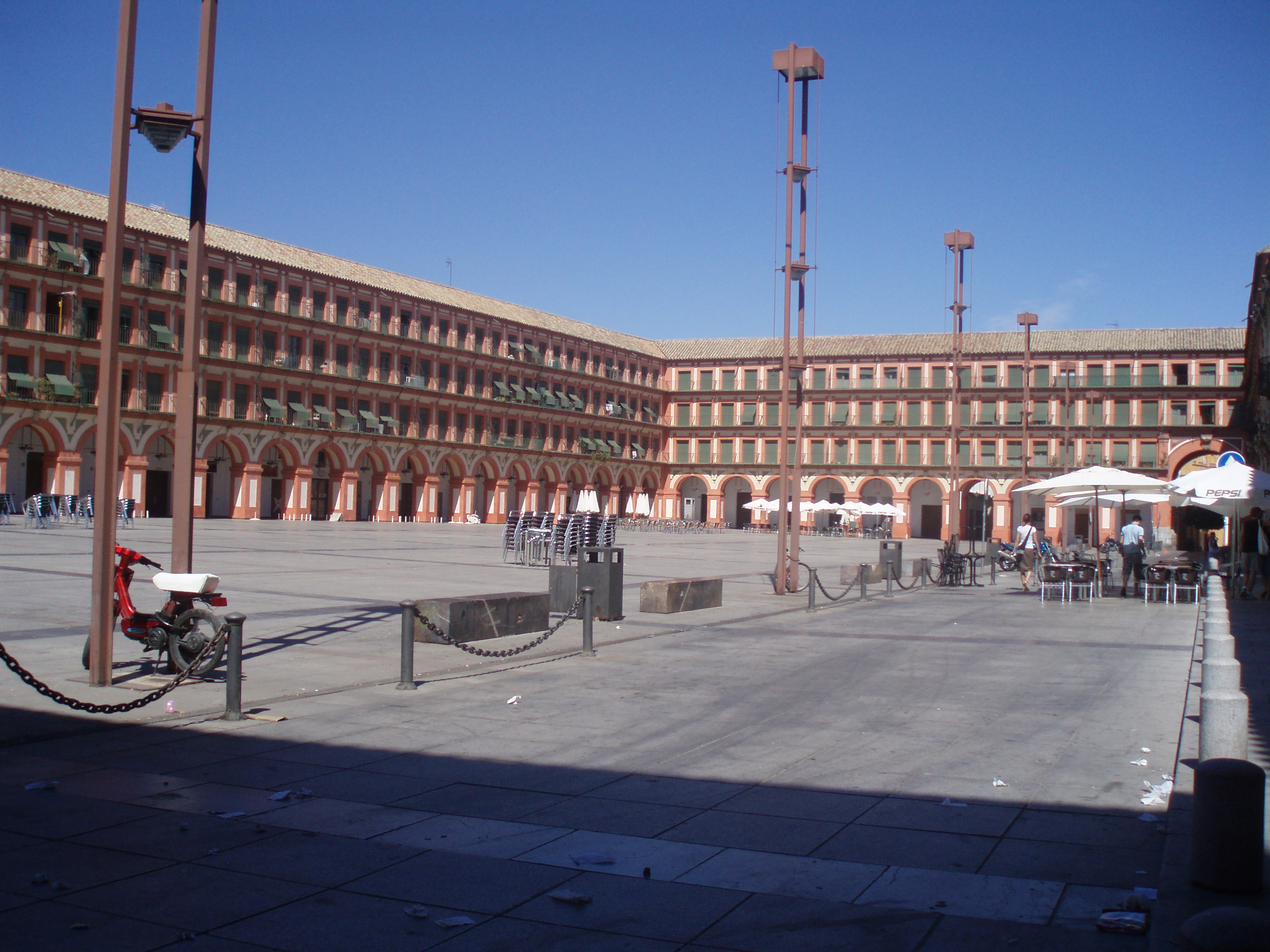
Plaza de la Corredera

## Gastronomie
In der Gastronomie der Stadt werden landwirtschaftliche Produkte der umliegenden Felder und Flussebenen, der Viehwirtschaft in der Sierra sowie Olivenöl aus dem südlichen Teil des Landes verarbeitet. Die Küche ist von Eintöpfen und Geschmortem geprägt. Es finden sich arabische Einflüsse wie die Gewürze Oregano, Minze und Estragon oder Zutaten arabischer Herkunft wie Reis, Spinat, Aubergine oder Bitterorange. Als typische Gerichte der cordobanischen Küche sind der salmorejo (kalte Suppe, ähnlich dem gazpacho), flamenquines (panierte, gebratene Röllchen aus gekochtem Schinken mit Käsefüllung), der rabo de toro (Ochsenschwanz), cordero a la miel (Lamm in Honig), naranjas picadas (dünn geschnittene, gewürzte Orangen) oder Artischocken a la montillana (mit Schinken, Knoblauch und Safran) hervorzuheben. Ein typischer Nachtisch ist der pastel cordobés – ein Kuchen aus Blätterteig gefüllt mit cabello de ángel (Engelshaar, bestehend aus karamellisierten Fasern von Fruchtfleisch).

## Feste

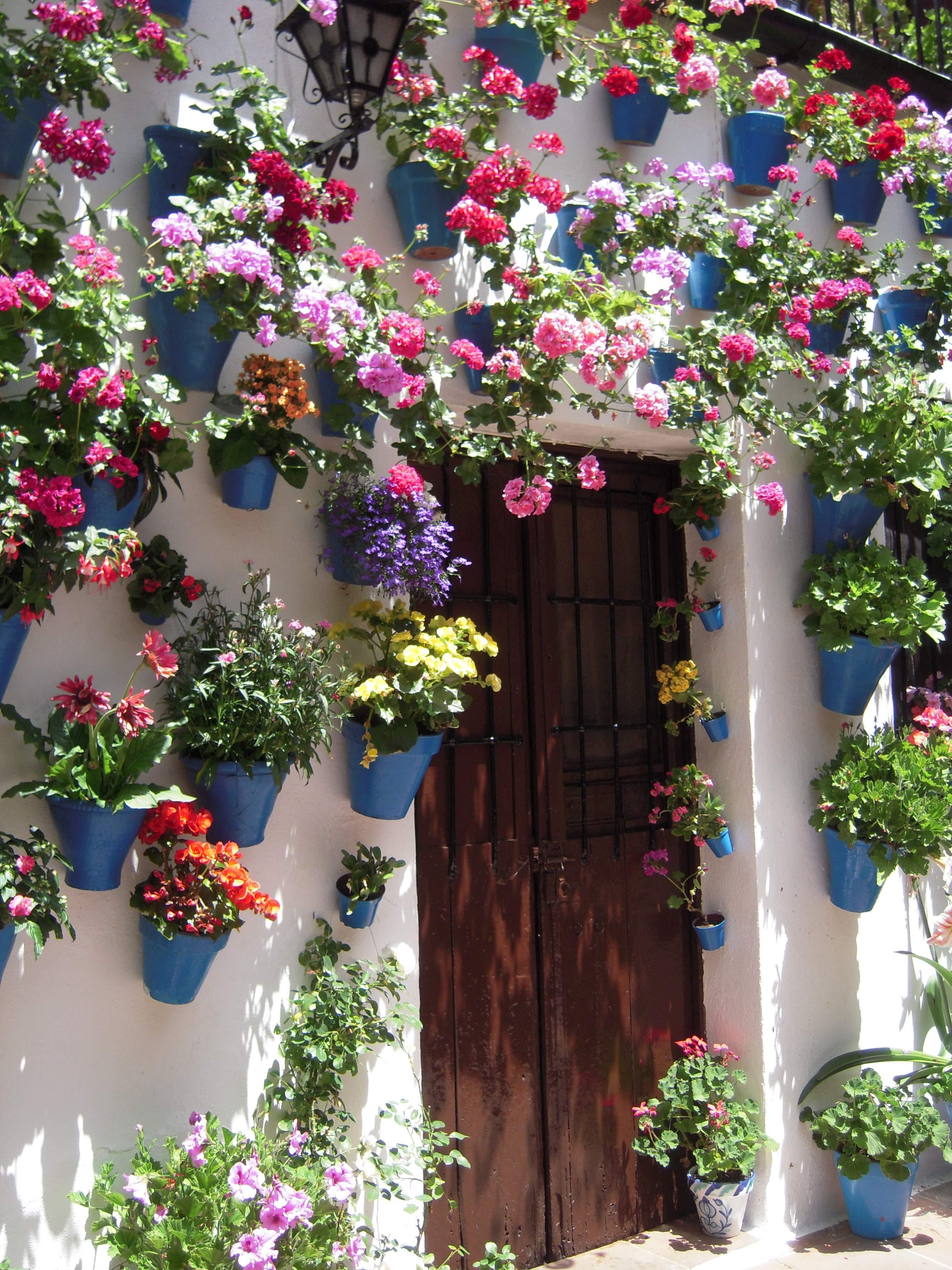
Concurso de Patios Cordobeses

Vor allem im Frühling gibt es in Córdoba etliche Volksfeste, die Ferias. Das bekannteste ist die Feria de Mayo, die im Mai stattfindet. Außerdem gibt es die Cruces, ein Fest, bei dem sich die einzelnen Stadtteile einen Wettbewerb im Aufstellen von Blumenkreuzen liefern. Zu Ostern werden von den Bruderschaften (Hermandades) im Rahmen der Semana Santa Prozessionen organisiert. Dabei werden lebensgroße Darstellungen der Passion und Marienfiguren durch die Innenstadt getragen. Neben mittelalterlichen Darstellungen werden heute auch zeitgenössische Kunstwerke (insbesondere von Antonio Bernal Redondo) auf den Schultern der Costaleros getragen.
Jedes Jahr im Mai findet ferner der Concurso de Patios Cordobeses statt, ein Wettbewerb, bei dem der schönste Patio gewählt wird. Die privaten, sonst nicht zugänglichen Innenhöfe sind zu diesem Anlass für Einheimische und Touristen geöffnet. Das Fest wurde 2012 von der UNESCO zum Meisterwerk des mündlichen und immateriellen Erbes der Menschheit erklärt.